# Ekstrakt rzeczywisty
Ekstrakt rzeczywisty piwa - jest to ta część piwa, która pozostaje po oddestylowaniu wszystkich jego lotnych składników jak woda, alkohol, dwutlenek węgla itp. W piwie zawsze znajduje się pewna część ekstraktu, który pierwotnie znajdował się w brzeczce piwnej i nie został odfermentowany. Ekstrakt ten oznaczony w piwie (czyli roztworze zawierającym alkohol i dwutlenek węgla) nazywamy ekstraktem pozornym. W celu oznaczenia ekstraktu rzeczywistego w gotowym piwie należy dokonać destylacji próby w celu usunięcia alkoholu i dwutlenku węgla. Próbkę po destylacji uzupełnia się wodą destylowaną do uprzedniej jej objętości i dopiero dokonuje oznaczenia. Ekstrakt rzeczywisty jest liczbowo zawsze większy od ekstraktu pozornego. W wyniku fermentacji z części ekstraktu brzeczki podstawowej powstaje alkohol, dwutlenek węgla i inne składniki lotne, tak więc gotowe piwo zawiera ekstrakt, którego masa jest równa różnicy pomiędzy masą całego ekstraktu brzeczki a masą części tego ekstraktu będącą substratem procesu fermentacji.